# アンギラス
アンギラス (Anguirus) は、東宝のゴジラ映画シリーズに登場する架空の怪獣。シリーズ第2作『ゴジラの逆襲』で初登場し、ゴジラと戦った最初の怪獣である。別名は「暴竜（暴龍）」。

## 特徴
ゴジラと同じく原水爆の影響で蘇ったとされる太古の恐竜であるとともに、ゴジラシリーズ初の怪獣同士の対決を展開する四つ足怪獣でもある。
モスラやラドンとともに高い人気をもつ。『怪獣総進撃』にて「ゴジラのよき相棒」といった印象を与えられ、以降の作品にも登場する。

### 設定
1億5千万年前に棲息していたアンキロサウルスと呼ばれる恐竜が、水爆実験で現代に蘇ったもの。脳が全身に分散しているため、動きが俊敏である。
いくつかの出版物では、体内で敵を痺れさせる毒液を作り出し、トゲや爪から発するとされる。『ゴジラの逆襲』でゴジラに殺される直前の断末魔の咆哮は、大阪城にひび割れを起こしている。後述の通り、同映画の小説やタイアップ漫画『大あばれゴジラ』では白熱光を吐く。
『ゴジラの逆襲』公開当時の東宝社内報『東宝スタジオメール』によると、「一億五千万年前から七千万年前の三畳紀に生息していた恐竜」という設定になっている。出身地については、同映画のチラシ裏での紹介文で「シベリア」と表記されて以降、後年に発売されたビデオソフトのジャケット裏での紹介文や幼児向け書籍『ゴジラ大怪獣ひみつ図鑑』32ページ（講談社、1979年）など各種書籍での紹介文でも、同様に表記されている。

### 名称
アンギラスの名前は一般公募された。落選した名前のいくつかは、杉浦茂による漫画化作品『大あばれゴジラ』に登場するオリジナル怪獣の名前に転用された。なお、『ゴジラの逆襲』にも出演した俳優の土屋嘉男は、「ギョットス」という名前を考えて投書したという。
『ゴジラの逆襲』の海外公開版では、「アンジラ」 (ANZILLA) という名称になっている。

## 登場作品
公開順。
- ゴジラの逆襲（1955年）
- 怪獣総進撃（1968年）
- 地球攻撃命令 ゴジラ対ガイガン（1972年）
- ゴジラ対メガロ（1973年）
- ゴジラ対メカゴジラ（1974年）
- ゴジラ FINAL WARS（2004年）
- ゴジラ S.P ＜シンギュラポイント＞（2022年）

『ゴジラ・ミニラ・ガバラ オール怪獣大進撃』にはライブフィルムで登場。
特撮テレビ番組『ゴジラアイランド』やパチンコ『CRゴジラ4』にも登場する。

## ゴジラシリーズ（昭和）のアンギラス

### 『ゴジラの逆襲』
初代アンギラス。7千万年前から1億5千年前の中生代白亜紀地質時代に生息していた草食恐竜アンキロサウルスの生き残りが、水爆実験の影響で突然変異を起こして現代に蘇って誕生した。体内の各部に脳が分散しているため、動きが極めて敏捷である。約10倍にも体長が巨大化しており、食性も肉食に変化している。性格は非常に凶暴で、他の生物に対しては激しい闘争本能を抱き、徹底的に相手を憎悪する。戦闘時には、2本足で立ち上がることもあり、敵からの攻撃に備えた体勢を取ることもある。攻撃時には頭を回して相手を挑発する。敵を口の鋭い歯で噛み砕き、頭頂部に生えた数本の角で体を貫いて倒す。背中の甲羅と全身を覆う表皮は凄まじく頑強で、ロケット弾の直撃を受けても傷つかない。
後頭部には7本の角があり、中央の角が長い。顔は本作品のゴジラと同様に般若顔で、口の先端にあるキバは、短い歯がビッシリと並んでいる。ゴジラと同様に手足の指は4本で、ヒザをつかずに、足の裏を付けて歩く。細かいウロコが全身にあり、ゴジラ以上に長大な尻尾の先には、他の部分よりもトゲが密生している。無数の鋭い棘が背中の甲羅に生えており、敵の体に突き刺して倒す。
岩戸島でゴジラとの初戦を経てゴジラを追い、大阪の火災に反応して上陸する。大阪城の周辺で激しい格闘戦を繰り広げた末、ゴジラに喉を噛み切られて致命傷を負い、白熱光で焼かれて死亡する。その際、「断末魔の叫びが超音波となり、大阪城に細かくひびが入る」というカットが挿入されている。
- スーツアクターは手塚勝巳[出典 29]。
- 原作小説およびプロット段階ではゴジラと同様の熱線（白熱光）を吐けるということになっていたが[101]、映画にそのような描写はない。
- 企画当初はアンギラスをメインとし、ゴジラは客分として登場する予定であった[102]。

造形

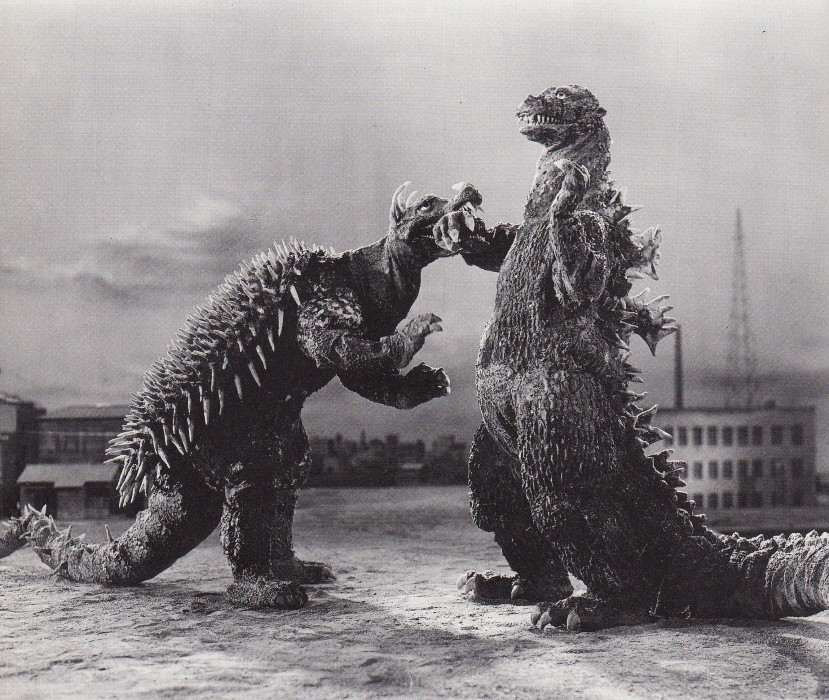
ゴジラと戦うアンギラス（「ゴジラの逆襲」）

デザインは渡辺明。頭部造形は利光貞三、胴体は八木勘寿、八木康栄による。
2尺（60.6センチメートル）サイズの粘土模型が作られ、各種宣伝用スチールやポスターには、この雛型の写真が使われている。粘土製の検討用1尺モデルが作られた段階では、背中の甲羅は初期のイメージ通り左右に2枚に割れ、後方はめくれあがっていた。当初は着ぐるみもそのように造られたが、動くたびに甲羅がはがれかけたため、やむを得ず甲羅を1枚に接合し、中央の2列を追加して背中全体に貼り付けられた。甲羅の重さは3貫（11.25キログラム）もあり、倒れると自力で起き上がれなかった。
利光は石膏型からの型抜きではなく、硬い素材で頭の芯を作り、そこに直付けで表皮を盛り付ける手法で頭部を制作している。口の開閉や顔の細かい感情描写のほとんどには、片手を入れて操作する手踊り式のギニョール・モデルが使用されている。背中のとげは丸めた金網に和紙を貼ってゴムをその上に塗ったもので、変形しやすく、格闘などで踏むとすぐに潰れるほど軟らかかったため、造型技師の開米栄三は「補修が大変だった」と述べており、トゲを補修しながら撮影したという。
作中での体色は白黒画面で判然としないが、造型スタッフの八木正夫によれば、明るいエメラルドグリーンだったそうである。
造形物は着ぐるみのほかにアップ用ギニョールが製作された。ラテックス製のミニチュアも用意されていたが、本編では用いられずスチールで多用された。

撮影・演出
後発の作品よりも生物としてのリアリティが意図されており、明確な死の描写があるのも特徴である。
撮影の有川貞昌は、四足歩行怪獣は二足歩行怪獣のようにホリゾントが切れる心配がないため、撮りやすかったと述べている。一方、人が中に入って演じる都合上、足の裏が見える不自然な体勢になっているため、有川は後ろからのカットでは足裏が映らないよう木や石垣などで隠していた。
手塚は水中での格闘戦の際、泥水を飲んでしまったという。
鳴き声は、古い木管楽器（コールアングレ/イングリッシュホルン）を分解しながら低音で吹いたものを加工している。鳴き声を制作した効果の三縄一郎は、ゴジラの鳴き声が弦楽器を用いていたためその相手として管楽器を選んだが、素人ではうまく吹けないため楽士に演奏を依頼したところ音楽的な音にしかならず、鳴き声としては失敗であったと述懐している。

### 『怪獣総進撃』
二代目アンギラス。以後、『対メカゴジラ』まで登場したものが同一個体とされる。
凶暴な初代とは対照的に、温厚で献身的な性質。顔立ちはやや温和になり、眼は黒目がちの明確で大きなものとなり、後頭部の角は7本から6本に変更され、甲羅も小ぶりとなり、前腕部や尻尾の先にもトゲがあり、背中のトゲは前向きのカーブを描いており、中央の2列のみが後ろ向きになっている。歩行速度も速くなっている模様。2本足で立つことはない。
怪獣ランドの平地に棲む怪獣として登場し、序盤はキラアク星人にコントロールされ、ゴジラに助力して伊豆にてキラアク要塞を攻撃する防衛隊の戦車隊を攻撃する。その制御から解放された後、富士山麓での対キングギドラ戦では、先陣を切ってキングギドラに突進して右首に噛みつく。キングギドラに飛び上がられても噛みついたまま離さず、空中から落とされたあとも右首を集中攻撃する。落下した際の衝撃でキラアク星人の基地が露見し、のちのゴジラの攻撃につながる。
- スーツアクターは関田裕[出典 43]、渡辺忠昭[49][118][注釈 25]。関田はゴロザウルス役も兼任していたため、2頭が同時に登場する場面では特殊効果の渡辺が代役を務めた[123]。
- スーツは新規造形[出典 44]。造形は安丸信行[出典 45]。背中の甲羅が初代と違い、一体成型の一枚皮となった[115][49]。牙や角はFRP、甲羅は硬質ウレタン、甲羅のトゲはバルサ材を削ったものにポリエステル樹脂を塗って作られた[114][115][注釈 26]。甲羅は別パーツになっており[49]、背中のファスナーを閉めた後にボルトで固定する構造となっている[129]。2014年時点で、この甲羅のみ現存が確認されている[130]。書籍『ゴジラ画報』では、怖さをなくしたのは『ウルトラマン』からの影響であると評している[131]。
- 造形物は着ぐるみのほかに2尺ほどの遠景用のミニチュアが製作された[124][49]。キングギドラに噛みつくシーンにも用いられた[124][114]。
- アンギラスは本作品で人気を得て、以後の作品でも登場することとなった[125][127]。

### 『地球攻撃命令 ゴジラ対ガイガン』
ゴジラと共闘関係にあり、ゴジラからの依頼でMハンター星雲人の陰謀を突き止めて動向を探るも、襲撃と誤解した防衛隊から攻撃される。その後、刺客として現れたキングギドラやガイガンと交戦し、ガイガンに額を切り裂かれたりして苦戦するが、最後は誤って互いに攻撃を当てて喧嘩を始めた両怪獣の隙をついたゴジラとの連携技を駆使し、宇宙へ撃退する。
本作品のみ、漫画のような吹き出しでゴジラと会話するシーンがある。
- スーツアクターは大宮幸悦[出典 48]。
- スーツは『怪獣総進撃』で作られたものの流用[出典 49]。円谷英二が嫌った流血シーンが本作品では積極的に採り入れられ、ガイガンの腹部カッターで切り裂かれた頭からの派手な流血が、ゴジラと合わせて描かれる。本作品で特技監督を務めた中野昭慶によると、当時「ゴジラはやられてるときどうして血が出ないの？」と子供たちからの質問があり、その影響もあったという[139]。
- ライブフィルムを用いる関係もあり、キングギドラへ甲羅を向けての激突や首への噛みつきなど、『怪獣総進撃』と共通している攻撃方法となっている[133]。
- アンギラスの登場は、準備稿『ゴジラ対宇宙怪獣 地球防衛命令』および『ゴジラ対ガイガン キングギドラの大逆襲』の時点で記されていた[140][141]。
- 本作品がゴジラ役として最後の出演となった中島春雄は、後年のインタビューで手塚勝巳とともに始めたゴジラ役の最後にかつて手塚が演じたアンギラスが出ていたことに不思議な感じであったと述べている[142]。

### 『ゴジラ対メガロ』
冒頭のシーンに登場。アスカ島の水爆実験の悪影響で怪獣島に起きた地震に巻き込まれ、ゴジラとともに脱出しようとするが、地割れに飲み込まれて転倒してしまう。
- 新撮での登場であったが、上映当時のパンフレットなど登場怪獣に含めていない資料も多い[12]。

### 『ゴジラ対メカゴジラ』
冒頭の吹雪の場面で姿を見せた後、メカゴジラ扮するにせゴジラによる異変を察知して根室岬から地底を移動して御殿場付近の地中から出現し、交戦する。ジャンプからの体当たり攻撃でにせゴジラの右腕の表皮を一部剥がし、内部の金属装甲を露出させる。しかし、その後の格闘戦では一方的に痛めつけられたうえ、尻尾を掴まれて地面に何度も叩きつけられ、動けなくなったところで口をこじ開けられて顎が外れて流血して敗北し、地中へ退散する。
- スーツアクターは久須美護[出典 54]。
- スーツは『怪獣総進撃』で作られたものの流用[出典 55]。頭の角がかなり磨滅して短くなっており[137]、前作まで口にあった2本の大きな犬歯が無くなっている[119][62]。
- 久須美は急遽アンギラスの着ぐるみに入ることになり、倉庫に向かったところ、メンテナンスされずに放置されていたため、着ぐるみ内の腹の上下がくっついており、これを温めて剥がした[129][156]ほか、内部は腐ってベトベトになっており、体にシッカロールを塗らなければならなかったと証言している[153]。また、助監督を務めた浅田英一は、本作品以前にショーでアンギラスのスーツを着用したことがあったが、その時点でも劣化していて着るのを躊躇したと証言している[157]。
- 偽物ではあるがゴジラとの対決は、『ゴジラの逆襲』以来19年ぶりであった[出典 56]。
- 本作品のあと、傷は後遺症もなく完全に回復し、ゴジラと平和に過ごしているという[159]。
- 出現シーンは、本編の御殿場ロケで雪が積もってしまったため、急遽シッカロールを撒いて積雪を表現した[157]。セットは、ゴジラが孤島で落雷を浴びるシーンのものを流用している[20]。脚本では出現場所を「北の岬」と記述しており、根室市を想定していた[160]。劇中のラジオニュースでも、巨大生物が根室から地底を移動している可能性を報じており、アンギラスのことと推察される。
- 本作品に助監督や合成担当として参加していた川北紘一は、本作品でのアンギラスはキングシーサーともどもメカゴジラのインパクトに霞んでしまっていると評している[161]。

## 『ゴジラ FINAL WARS』のアンギラス
他作品と違い、白亜紀後期の草食恐竜アンキロサウルスが水爆実験による放射能の影響を受けて怪獣になった、もしくは劇中で音無美雪の台詞にあるように「X星人の遺伝操作によって遺伝子にM塩基を入れられたり、一から造り出された」という設定。後頭部の角は初代同様の7本となっているが、初代・2代目と異なり、中央ではなくサイドの角が長い。口も初代に近く牙が長くない。背中の棘も整列しているが、先代2種が後方に反っていた形状なのに対して前向きに反っているほか、手足にトゲと鎧があるのも違いとなっている。また、全身が丸みを帯びており、尾の先端はトゲのあるハンマーになっている。手足の指は4本で、基本は四足歩行だが、後ろ足で立ち上がることもあり、極めて敏捷な動きである。いかなる敵にも猛然と襲い掛かる凶暴性をもつ獰猛な巨獣である。体を丸めて高速で跳ね転がる破壊力抜群の暴龍怪球烈弾（アンギラスボール）という必殺技を駆使する。ただし、一度転がると自制が効かなくなる弱点もある。
X星人に操られて上海を襲撃し、地球防衛軍の空中戦艦火龍と戦っていた最中、X星人により一度は消滅させられる。その後、地球侵略の意図を明らかにしたX星人により他の怪獣たちとともに地球へ投入され、再度上海を破壊して火龍を暴龍怪球烈弾で撃沈すると、富士山麓でゴジラにラドンやキングシーサーとともに戦いを挑むが、三位一体の攻撃はジャンプでかわされ、アンギラスは踏み台にされる。続いてラドンとの連係によるアンギラスボールとして一度はゴジラに命中するが、二度目はよけられてラドンと衝突する。さらに空中へ弾かれた状態からキングシーサーにシュートされ、岩盤へ激突する。最後は飛び膝蹴りをかわされたキングシーサーにぶつかられ、ともにノックダウンとなる。脚本に存在した、「とどめの放射熱線」は省略された。
なお、劇中には「バンクーバーの子供がアンギラスのソフビ人形を手に取った途端、テレビでアンギラスの上海襲撃映像が流れる」というシーンがある。
- 書籍『ゴジラ大辞典【新装版】』では、名称をアンギラス（3代目）と記載している[175]。

制作
スーツアクターは小倉敏博。
デザイン・造形
デザインは西川伸司。腹の格子模様は、登場怪獣の選択から漏れた怪獣であるバラゴンをモチーフとしている。また、球体化を前提に手脚の側面にトゲのついた鎧を追加している。ただし、デザイン画では鎧は首にもあるが、造形では首から上は準拠していない。
造形はMONSTERSが担当。原型は伊藤成昭が手掛けた。スーツは1体のみで、小倉の全身から型取ったマネキンに合わせて製作された。スーツの内部でボディと頭部コアをつないでいるベルトの長さで首の角度を調節し、スーツアクターが背中パーツを外した状態で中に入ることにより、4足歩行と直立歩行の両方に対応できるよう制作された。トゲは、アクションを考慮してウレタン製となっている。首のシワの隙間に覗き穴があるため、真下しか見えないという。口の開閉を行うメカが頭部に入っていて重いため、スタッフが手で支えている。
撮影・演出
スーツは小倉の体型に合わせて手足もピッタリの状態で作っているが、四足歩行に人間の関節は向いていないため、膝付きになる後脚を映さないようにし、地面を掻くように前脚で動いている。また、サポートとしてワイヤーで上半身を吊っている。四つん這いで膝をついていることから、足元を隠して走るためにヒムロ杉を足元に置き、砂ぼこりを上げつつローアングルのカメラで吊りと移動車を併用している。特殊技術の浅田英一は、動物的でうまくいっていたと述べている。小倉は、下を向いているために前が見えず、ゴジラを演じる喜多川務の脛に突っ込んでしまったこともあったと述懐している。スーツは2023年の時点で現存が確認されている。
ジャンプの際にはアンギラスにトランポリンのゴムを取り付け、ゴムの反動を利用している。セットに備えつけられていたホリゾント用のフックは壊れかけていたため、丸太を通して固定したうえで床のコンクリートに滑車をボルトで固定し、牽引している。操演の鳴海聡は、セットが狭くて逃げ場がないことから、このようにせざるを得なかったことを語っている。また、絵コンテでは本物の動物のように前足から着地して飛び上がるように描かれていたが、鳴海はこれを難しいと考え、四肢をシンクロさせて着地することで瞬間的にそう見えるよう演出した。
アンギラスボール
アンギラスボールのプロップも、MONSTERSが造形を担当。スーツの素材を一部使用し、1パーツとして製作された。アンギラスボールは、造形物をブルーバック撮影しており、CGIによって変形が表現されている。その場にボールを固定し、アングルをカメラの方で変えて撮影しているが、ピンポイントで固定用の軸を抜いて消さなければならないため、照射範囲の調整や配光の調節が可能なライト「エリスポット」を使用している。金属製の50ミリメートルの突き出し棒をハンドル操作し、残像が生じないよう数秒で1回転させて撮影したものを、デジタル上で回転スピードを上げている。また、クランクアップの記念としてアンギラスボールのミニフィギュアが一部関係者に送られた。アンギラスボールのプロップも、2023年の時点で現存が確認されている。
なお、スマートフォン用ゲームアプリ『ゴジラ ディフェンスフォース』（ネクソン）では、アンギラスの登場に際してアンギラスボールも表現しようと色々試してみたが、納得の行くものにならず、泣く泣く省略したという。

## 『ゴジラアイランド』のアンギラス
ゴジラアイランドの怪獣として登場し、「アンギラスの谷」に生息している。
劇中では「ハリネズミ」と呼ばれる。非常にナイーブな性格で、自身のとげでジュニアが怪我をした際にひどく落ち込む。しかし、サボテン怪獣ゴロリンが出現した際には、そのとげが唯一の対抗手段になる。
- 造形物はバンダイのソフビ人形東宝怪獣シリーズである[196]。

## 『ゴジラ S.P ＜シンギュラポイント＞』のアンギラス
ラドンの死体を求めて千葉県に現れたと思われる、陸棲四足歩行怪獣。背面部に大きな硬いトゲを無数に持ち、生物の神経伝導速度では不可能な反応速度を示す。命名は逃尾市長の息子で、アンキロサウルスの言い間違いではないかとされる。
前足は蹠行、後足は趾行と歩行形態が異なる独特な四肢を持ち、背中の装甲は尻尾の根元でツバメの尾羽根のように二股に分かれている。
最大の武器は、攻撃を受ける際に体色が虹色に変化して細かく背中のトゲを高速振動させることで敵の攻撃を跳ね返し、未来の危機を察知する能力と、それによる跳躍力。そこからついた別称は、「未来予知怪獣」。
ラドンの死体集積所に出現してラドンの死体を狙い、逃尾市各地に出現した後、オオタキファクトリーと猟友会が協力して開始した山狩りによって発見された際には、以前よりも大きくなった状態で発見される。猟友会の捕鯨砲をもトゲで跳ね返すが、ジェットジャガーによる体当たりを経て捕鯨砲を胸部に撃ち込まれて致命傷を負い、活動を停止する。
だが、市長が記念撮影しようとした際に活動を再開し、ジェットジャガーの頭部を破壊した後、ユングの操縦するジェットジャガーの発射した捕鯨弾を零距離射撃で頭部に受けて絶命する。折れたツノは、後にジェットジャガーのヤリとして使用される。

## その他の作品
- 1966年に朝日ソノラマから発売されたソノシート『大怪獣戦 30怪獣大あばれ!!』収録の「宇宙怪獣対地球怪獣」では、宇宙怪獣と戦う地球怪獣陸軍の1体として登場する[203][204]。
- 漫画『怪獣王ゴジラ』では、悪の科学者であるマッド鬼山とその子孫が、博覧祭で展示されていたアンキロサウルスを生き返らせ、怪獣化した設定で登場する。
- 『CRゴジラ4』では、山中でゴジラと戦うムービーと、ガイガンやキングギドラとともに市街地でゴジラと戦うムービーが流れる。スーツアクターは西村郎。『FINAL WARS』の着ぐるみを使用。[要出典]
- 小説『GODZILLA 怪獣黙示録』では、複数の個体が出現する。1体目は2005年11月にシベリアの凍土から出現して南東へ移動し、北京でラドンと合流するも生物化学兵器ヘドラによって駆除される[205][206]。2体目（アンギラスII）は2006年に南アフリカ共和国に出現し、公式にはアフリカに初めて現れた怪獣とされている。4体目（アンギラスIV）はバランII、バラゴンIIとともにゴジラから逃れて太平洋からロサンゼルスに上陸したが、ゴジラに追いつかれて殺害された[207]。

## 再登場案
海上日出男によるシリーズ初の総天然色映画を想定していた検討用脚本『ゴジラの花嫁？』にも、登場シーンが描かれている。
『ゴジラ対メカゴジラ』以後、『ゴジラ FINAL WARS』にて30年ぶりに登場するまではまったく出番がなかったが、その間も企画段階では復活が何度も検討されていた。たびたび検討されながら実現に至らなかった理由について、川北紘一は「四足のためゴジラと並んだ時に絵にならない」「膝をついて動くため、スピード感が出せない」などの理由を挙げている。
『ゴジラvsスペースゴジラ』（1994年）
製作の富山省吾によれば、登場怪獣の候補に挙がっていたが、アンケートの順位が芳しくなかったことや、四足歩行怪獣は難しいとの判断などから不採用となった。

『ゴジラvsデストロイア』（1995年）
『ゴジラvsゴジラ』という企画だった時期に、ストーリー強化案として第3の怪獣「NEWアンギラス」としての登場が検討されており、西川伸司によりデザイン画も描かれていた。アンギラスとバラゴンが合体してバラギラスになるという案も存在した。
また、デストロイア（企画段階での名前はバルバロイ）の一形態としてアンギラス型の怪獣の登場も検討されていた。この段階ではバルバロイが他の生物と融合するという設定で、これに基づき中野陽介により原型となるアンギラス・ハウンドとアンギラスと融合したバルバロイのデザインも描かれていた。

『ゴジラ・モスラ・キングギドラ 大怪獣総攻撃』（2001年）
初期案ではバランとともに登場する予定だったが、興業サイドからの要望でモスラとキングギドラに差し替えられた。この時は黄金の氷結怪獣という設定で、赤い炎の怪獣であるバラゴンと対になる存在であった。品田冬樹によるイメージモデルも製作されており、麒麟をモチーフに、背中の棘は氷柱をイメージしていた。

機龍2部作
『ゴジラ×メカゴジラ』（2002年）では機龍と戦う案が出されたほか、『ゴジラ×モスラ×メカゴジラ 東京SOS』（2003年）では死骸での登場が検討されたが、カメーバに変更された。後者の脚本を担当した横谷昌宏によれば、製作の富山省吾が人気怪獣であるアンギラスに死体役をやらせることを反対したという。
『×メカゴジラ』の背景設定として製作補の山中和史により執筆された「特生自衛隊前史」では、劇中世界の1972年に出現するが、特生自衛隊により横須賀への上陸を阻止された。